# Ana Foxxx
Ana Foxxx (29. října 1988, Rialto, Kalifornie) je americká pornoherečka.

## Částečná filmografie
- Black Anal Addiction 2 (2011)
- Bartender (2013)
- Black Heat (2013)
- Sport Fucking 11 (2013)
- Pussy Workout 3 (2013)
- This Ain't Star Trek XXX 3

## Ocenění a nominace
| Year | Ceremony         | Result    | Award                 |
| ---- | ---------------- | --------- | --------------------- |
| 2012 | Urban X Award    | Nominated | Rising Star (Female)  |
| 2013 | AVN Award        | Nominated | Best New Starlet      |
| 2013 | NightMoves Award | Nominated | Best Ethnic Performer |
| 2014 | XBIZ Award       | Pending   | Best New Starlet      |